# 丹尼爾·施華洛世奇

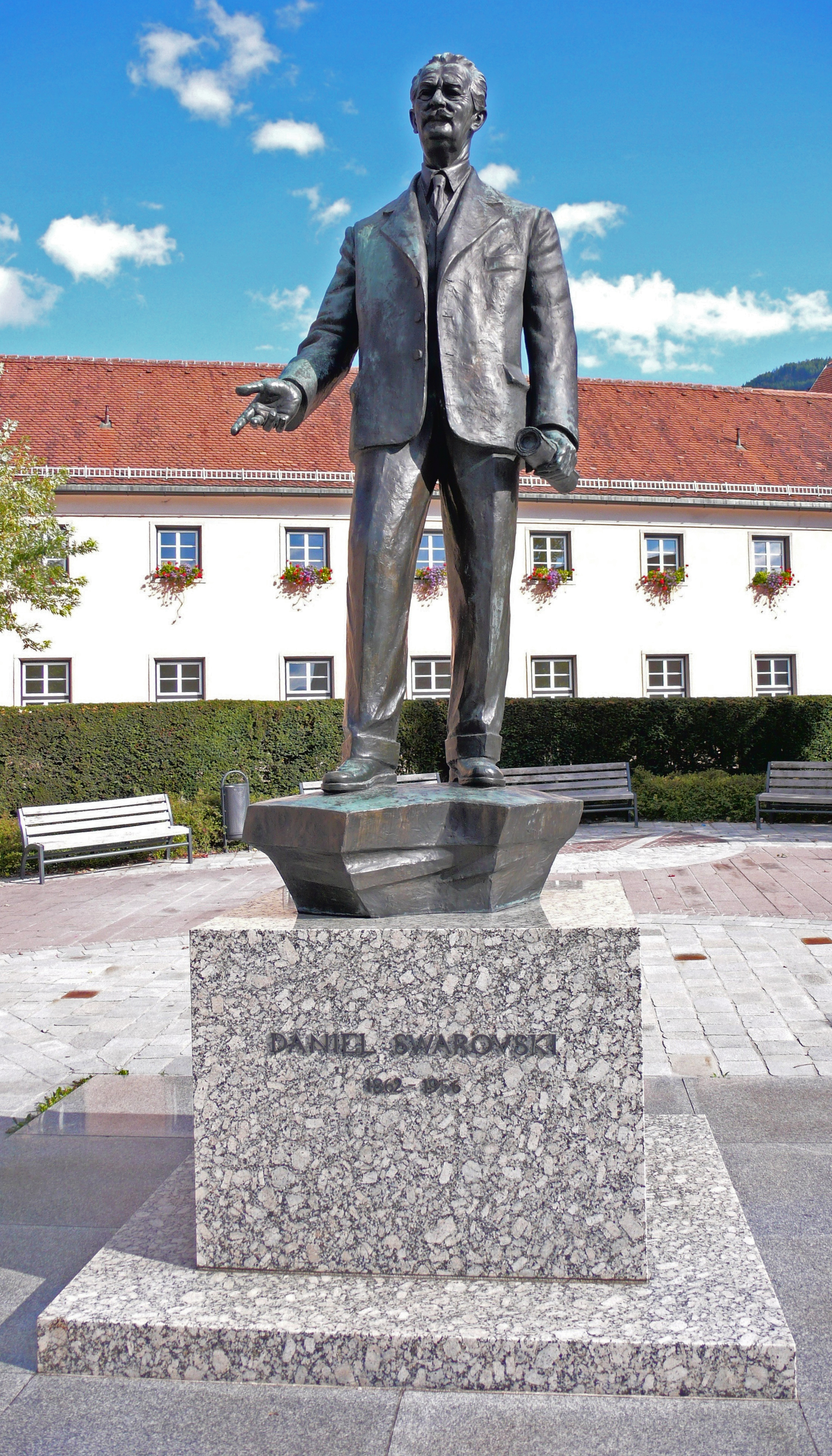
施華洛世奇位於其發跡地瓦滕斯的全身雕像

丹尼爾·施華洛世奇（1862年10月24日—1956年1月23日），奧地利玻璃切割工、珠寶商及企業家，水晶玻璃兼珠寶首飾生產商施華洛世奇的創辦人。

## 早年生活
施華洛世奇在1862年10月24日出生於奧地利帝國波希米亞的加布隆茲附近格奧爾根塔爾（現捷克利貝雷茨州布科武山麓伊熱廷），父母為弗朗茨·安東·施華洛世奇（Franz Anton Swarovski）和海倫妮·施塔芬（Helene Staffen）。生活在距波蘭邊境不遠的伊澤拉山脈的人們當時大多從事玻璃業，而任職玻璃切割工的弗朗茨也不例外。也因如此，施華洛世奇能以第一身在其父親的小作坊中學習玻璃切割工藝，且很快展示出手工玻璃方面的天賦，他開始嘗試在玻璃上電鍍一層金屬，還開發了一種用別針連接玻璃的方法。
長大後，施華洛世奇前往維也納和巴黎當學徒，順便向珠寶承包商推銷其獨門的連接水晶方法，但都以失敗收場。儘管如此，他在巴黎遇到了電氣工程師弗兰蒂谢克·克列谢克，從而在隨後的1893年電力展覽會對電力產生興趣，同時也意識到兩件事，其一是在小作坊裡用人手雕琢的水晶玻璃能夠製造出更美麗的珠寶，另一件則是手工磨削已是舊時代的產物，玻璃業的製作過程需要機械化與引入流水線。回到波希米亞之後，施華洛世奇開始著手研發電動磨床。

## 生涯
1892年，施華洛世奇為有助於生產水晶玻璃首飾的電動磨床申請專利，而此前這些首飾都是人工切割的。三年後，他重返奧地利，與阿爾芒·科斯曼（Armand Kosmann）和弗朗茨·韋斯（Franz Weis）合伙創立「科施公司」（A. Kosmann, D. Swarovski & Co.），並在提洛州瓦滕斯開設了一家水晶切割工廠，利用當地的水力發電來發展施華洛世奇的高能耗專利研磨工藝。值得一提的是，這家工廠設有世界首台水晶切割機，能夠大規模地生產水晶，從而徹底改變了整個珠寶業。施華洛世奇及其公司的願景是讓水晶成為大眾化的商品，打造「適合所有人的鑽石」。
一戰期間，科施公司的砂輪供應遭到切斷，因此被迫自行開發並生產，為了避免重蹈覆截和將砂輪銷售商業化，施華洛世奇在1919年於施瓦茨創立泰樂利公司，務求將其公司用於玻璃業的研磨和拋光工具帶入市場。此外，他在德奧合併前便是當時仍是非法的奧地利德意志國家社會主義工人黨的黨員，並在1938年5月正式加入納粹黨，黨員編號為6.181.200。
1956年1月23日，施華洛世奇逝世，享耆壽93歲。由於他在納粹統治期間沒有對公司的猶太人股份進行「雅利安化」的關係，科斯曼的侄子兼遺產繼承人讓·克賴伊斯海默（Jean Crailsheimer）才得以保留其股份。在施華洛世奇去世四年後，他的家族才成功從克賴伊斯海默手中收回其擁有的第二工廠股份。

## 個人生活
1887年，施華洛世奇迎娶其商業伙伴弗朗茨·韋斯（Franz Weis）的妹妹瑪麗（Marie），兩人育有三個兒子：弗里茨（Fritz）、阿爾弗雷德（Alfred）和威廉（Wilhelm）。阿爾弗雷德後來繼承父業執掌施華洛世奇公司，曾任因斯布魯克總商會副主席，威廉則在1935年開發出客製化的雙筒望遠鏡，並在14年後於阿布萨姆開設施華洛世奇光學，專門製作各式光學儀器。三人早期都是國家社會主義的狂熱擁護者，更與其父親一樣曾是奧地利德意志國家社會主義工人黨的黨員。在德奧合併的三週前，瓦滕斯有500人參與了火炬遊行，期間有重複唸誦「勝利萬歲」（Sieg Heil）和「希特勒萬歲」（Heil Hitler），當地警方後來確定弗里茨、阿爾弗里德和威廉有參與其中。
二戰後的1947年2月14日，因斯布鲁克乡村县首長稱阿爾弗雷德是「納粹黨的狂熱成員」，後續報告指他曾在一商業聚會上盛讚希特勒，更曾在元首的49歲生日向其致以「誠摯的忠誠問候」，捐獻10萬馬克供希特勒在提洛建造一座渡假別墅。阿爾弗雷德在戰後接受因斯布魯克人民法院審問時替自己辯護：「就我與黨（納粹黨）的關係來看，我只不過是利用了黨員身份可召開維持公司所需的談判，且能與帝國負責任的經濟部門談妥條件的事實而已」。

## 獲得榮譽
- 尤利烏斯·拉布獎章（德语：Julius-Raab-Medaille）
- 提洛商會榮譽金戒指
- 奧地利一級騎士十字勳章（德语：Österreichischer Verdienstorden (1934)）[17]
- 奧地利共和國大服務榮譽勳章（英语：Decoration of Honour for Services to the Republic of Austria）
- 聖大額我略教宗騎士團勳章騎士勳位
- 因斯布魯克利奧波德弗蘭岑斯大學榮譽委員